# Unimog 408
 (mars 2025).
L'Unimog 408 est un véhicule de la série Unimog de Mercedes-Benz. Daimler AG l'a construit pour succéder à l'Unimog 407 entre 1992 et 2001 dans l'usine Mercedes-Benz de Gaggenau. Au total, 2 050 véhicules ont été construits en quatre versions à partir de cette gamme d'Unimog léger.
Il était construit avec l'Unimog 418 de poids moyen, tous deux disponibles avec des cabines angulaires de conception nouvelle : soit avec une hauteur surélevée, soit avec une hauteur normale. De plus, le capot était également disponible en deux versions : sous la forme dite «capot à canal visuel» avec une zone aplatie côté conducteur ou sous forme de capot symétrique.
En 2001, l'Unimog 408 a été remplacé par le modèle actuel, l'Unimog 405, tandis que l'Unimog 418, dernier représentant des Unimog de poids moyens, a été progressivement abandonné en 1998.

## Aperçu de l'Unimog 408
| Modèle  | Nom de vente | Cabine | Empattement | Puissance    | Chiffres de production |
| ------- | ------------ | ------ | ----------- | ------------ | ---------------------- |
| 408.100 | U 90         | Fermée | 2 690 mm    | 65 kW        | 825                    |
| 408.101 | U 90 turbo   | Fermée | 2 690 mm    | 85 kW        | 757                    |
| 408.215 | U 100L       | Fermée | 3 220 mm    | 65 kW, 71 kW | 96                     |
| 408.216 | U 100L turbo | Fermée | 3 220 mm    | 85 kW        | 372                    |